# Општина Камарашу (Клуж)
Камарашу (рум. Cămăraşu) општина је у Румунији у округу Клуж.
Oпштина се налази на надморској висини од 336 m.